# Germain Lefèvre-Pontalis
Casimir Germain Lefèvre-Pontalis, född den 18 februari 1860 i Paris, död den 31 maj 1930, var en fransk historiker. Han var son till Antonin Lefèvre-Pontalis och bror till Eugène Lefèvre-Pontalis.
Lefèvre-Pontalis var några år anställd i franska utrikesministeriets historiska avdelning, från vilken han 1891 tog avsked med ambassadsekreterares titel. Han skrev flera historiska arbeten, bland vilka märks Mission du marquis d'Eguilles auprès de Charles-Edouard 1745–1746 (1887–1888) och (jämte Léon Dorez) La chronique d'Antonio Morosini 1396–1413 (1901). 